# Đài Nhi Trang
Đài Nhi Trang (tiếng Trung: 台儿庄区, Hán Việt: Đài Nhi Trang khu) là một quận của địa cấp thị Tảo Trang, tỉnh Sơn Đông, Cộng hòa Nhân dân Trung Hoa. Quận này nằm ở yết hầu của Đại Vận Hà, là cửa ngõ của Từ Châu nên có vị trí chiến lược quân sự quan trọng.